# 톳
톳은 바닷말의 일종으로, 갈색말 무리에 속한다. 칼슘, 요오드, 철, 마그네슘 등이 매우 풍부하다. 또한 톳은 한국, 일본, 중국 등지에서 암초 위에 살고 있다.
제주도의 톳이 맛의 방주에 등재되어 있다.

## 식용
한국, 일본, 중국 등지에서 식용으로 이용되고 있다. 특히 일본에서 수세기 전부터 많이 선호하여 먹어왔다. 일본 음식점과 웰빙의 영향으로, 영국과 북아메리카 등지에서도 수입해서 먹고 있다.

### 식이섬유
톳은 조간대 하부에서 큰 군락을 이룬다. 식물체는 섬유상의 뿌리를 가지고 직립하며, 줄기는 원주상이고 1회 우상으로 가지가 갈라지며 보통 10∼60cm 이상 자란다. 가지 중 작은 것은 곤봉 모양을 하며 얼핏 보아 잎과 같이 느껴진다. 청정해 완도및 서남해(남해안일대)에서 자연산과 양식으로 생산되는 갈조식물이다. 톳에는 칼슘, 철, 인, 요소 등의 미네랄과 식이섬유가 풍부하다. 고기 등 육류와 함께 먹으면 고기에 부족한 식이섬유를 보충해주기 때문에 영양에도 좋고 맛도 좋을 뿐만 아니라 신선한 톳이 육류의 느끼함을 없애준다.

### 구황식물
식량이 많이 부족했던 보릿고개에 구황용으로 곡식을 조금 섞어서 톳밥을 지어 먹기도 했었다. 하지만 톳은 일본 사람들이 선호하는 식품으로 한때는 전량 일본으로 수출되었다.

### 미네랄
톳이 성장기 어린이들에게 특별히 좋은 이유는 철분, 칼슘, 요오드 등 무기질이 풍부하기 때문이다. 철분은 체내의 영양흡수율이 겨우 10%밖에 되지 않을 정도로 낮아서 항상 부족하기 쉬운 영양소이므로 톳을 이용해 톳유부영양밥이나 톳멸치볶음 같은 음식을 만들면 훌륭한 건강식이 된다.

## 논란
일부 국가에서는 톳에 다른 해조류보다 비소함량이 높다고 하여 식용으로 먹는 것을 자제하라고 권고하고 있다. 그렇지만 일본의 연구기관에서는 톳을 과도하게 먹지 않는 이상 몸에 해가 없다고 주장하고 있다. 실제로 톳에 의한 비소중독 사례는 보고된 적이 없다.